# Muziekgebouw aan 't IJ
El Muziekgebouw aan 't IJ es una sala de conciertos de Ámsterdam, Países Bajos. Gracias a su excelente acústica, el Muziekgebouw se considera como una de las tres mejores salas de concierto del mundo. Es la sede de la Holland Festival, Slagwerk Den Haag. 

## Educación
El Sound Lab (Laboratorio de sonido) consta de un espacio lleno de un único instrumentos musicales experimentales de creación personalizado. Más de 400 talleres al año se organizan y es el más grande de Europa en este aspecto educativo. En junio de 2017, el laboratorio de sonido tiene actualmente 100 instrumentos diferentes que van desde una variedad de instrumentos étnicos de todo el mundo a extraños instrumentos conocidos, tales como theremin y tambor tanque y más singulares instrumentos de fabricantes Al igual que Yuri Landman, Arvid Jense, Diane Verdonk, Dato instrumentos, Makey Makey y otros. La director de Sound Lab es Anouk Diepenbroek.

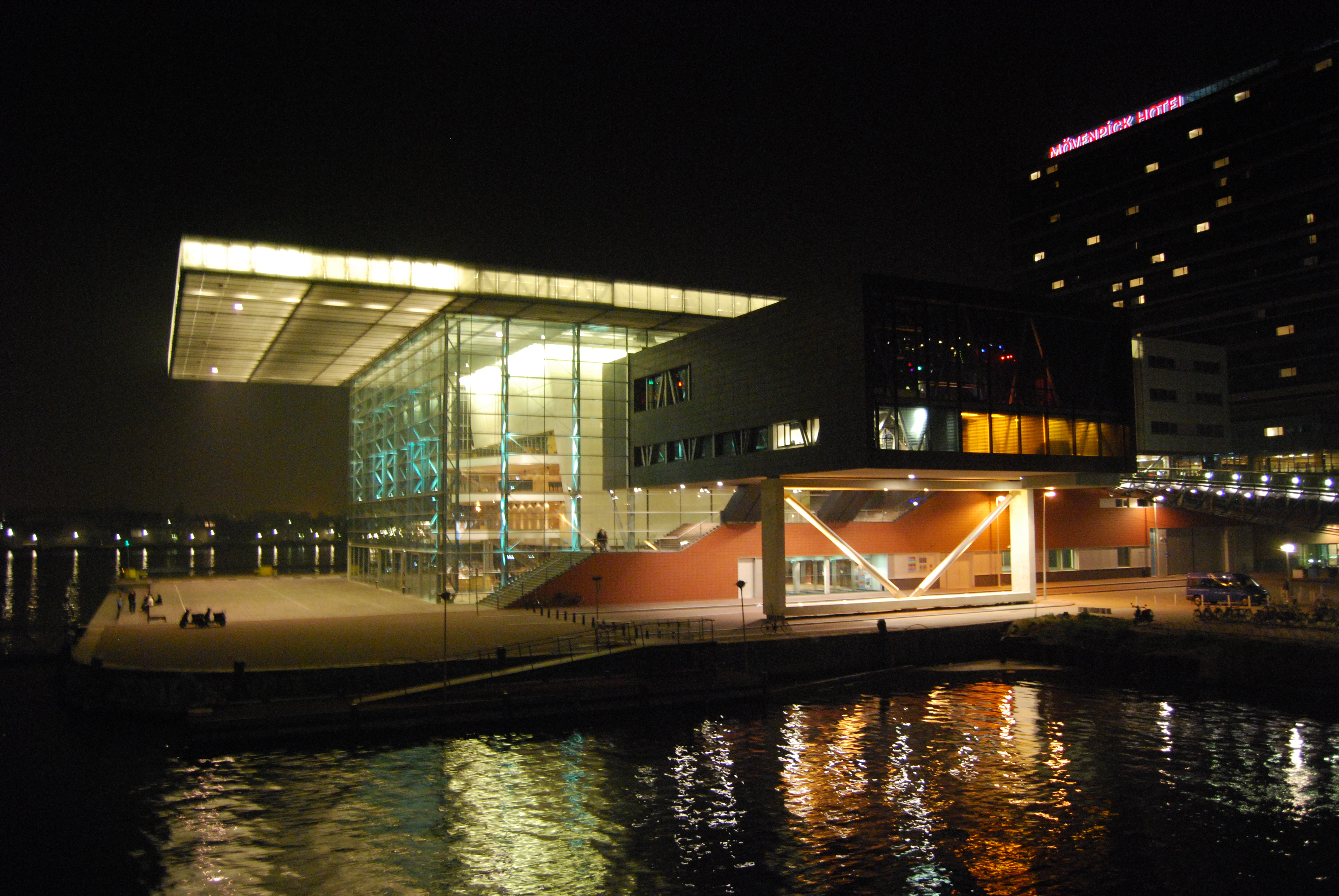
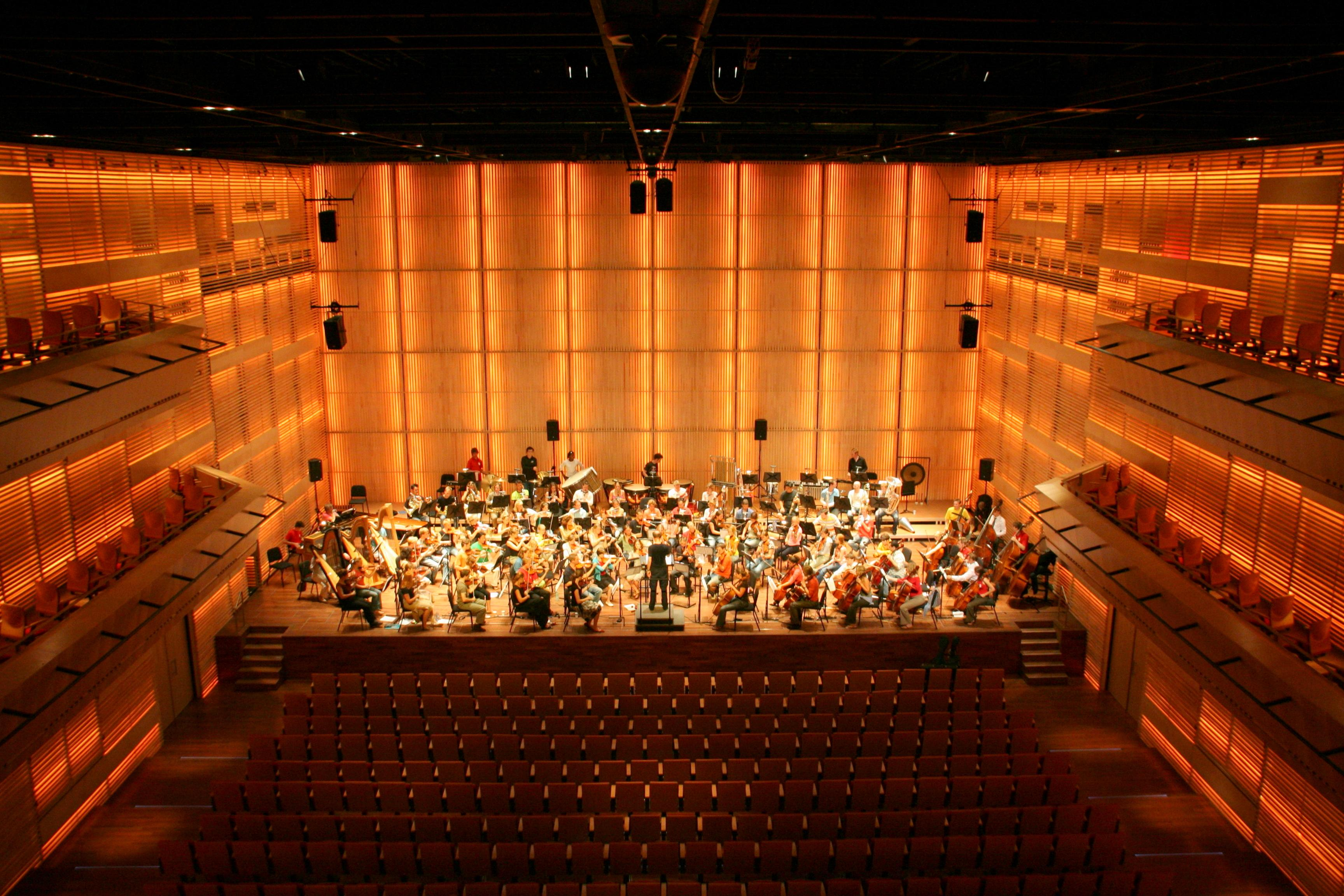
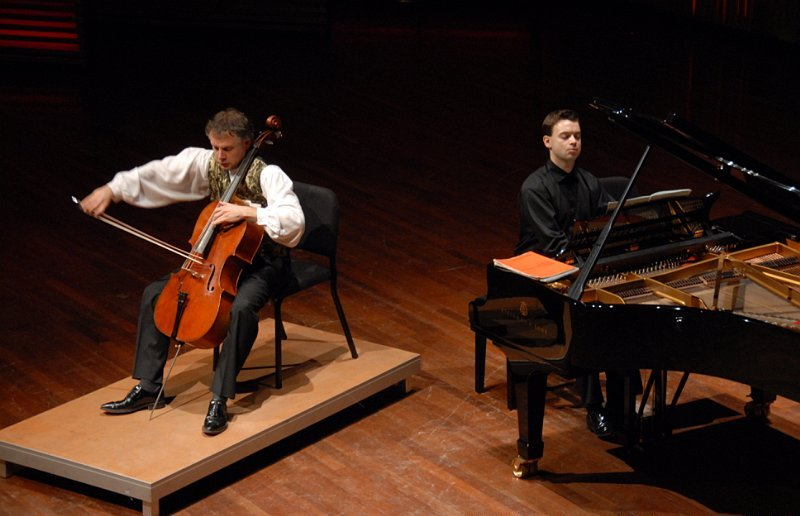
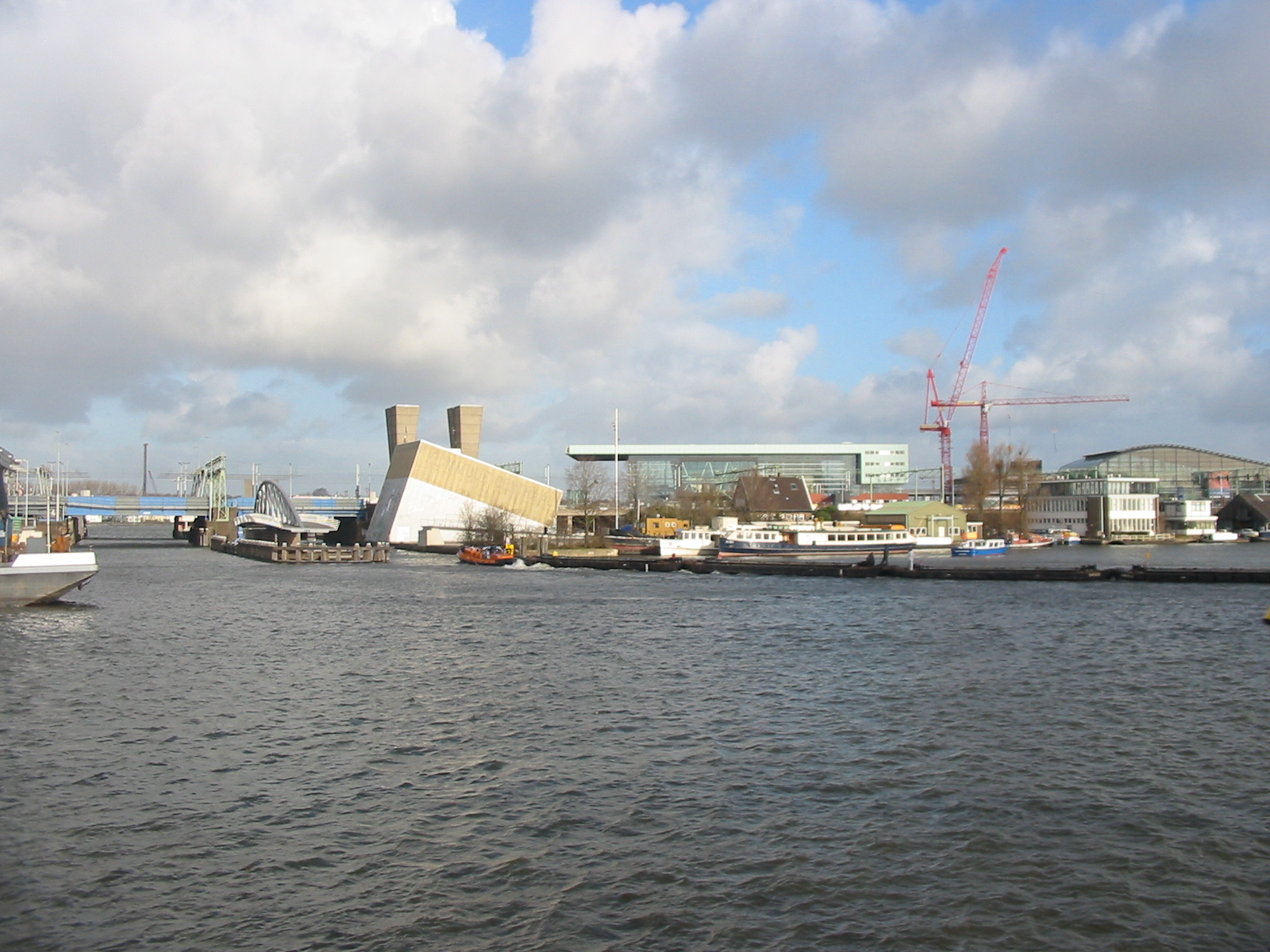